# خورشید هم یک ستاره است
خورشید هم یک ستاره است به (انگلیسی:The Sun Is Also a Star) یک فیلم درام محصول آمریکا به کارگردانی رای روسو یانگ در سال ۲۰۱۹ است.

## بازیگران
- یارا شهیدی
- چارلز ملتون
- جیک چوی
- بنگا آکینابه
- جان لگویزمائو